# Hartkorn
Hartkorn är en dansk måttenhet för värdering av jord för lantbruk, vanligen mätt i tunnor, där 1 tunna hartkorn motsvarar 5 516 m² god jord. Hartkorn är ett samlingsnamn för sädesslagen korn, vete och råg. Mindre bördig jord kan inte ta lika mycket utsäde som bättre jord, varför mängden utsäde som användes blev ett mått på jordens värde. 
Vid Kristian V:s skattläggning 1688 bestämdes att en tunna hartkorn motsvarar ett tunnland jord av bästa kvalitet, tre tunnland av mindre god jord och nio tunnland av dålig jord.
I Sverige var måttet hartkorn en kvarnränta som var fastställd till 17 skilling banco per tunna mjöl. Mer om detta lär finnas i 1778 års rusttjenstbok på Malmö landskontor.
Detta var en kvarnskatt som staten betingade sig för rätten att inneha en kvarn som användes för mer än husbehov. Mer än husbehov ansågs föreligga om kvarnen hade mer än ett par kvarnstenar.
Ibland likställdes kvarnränta med kvarntull, vilket var den förmalningsavgift som mjölnaren fick som ersättning för sitt arbete. 1554 stadgades tullen till 2 kappar per tunna. 1693 kallades detta kvarntullsränta.  Jämför talesättet att tulla på något, innebärande att med eller utan rätt förse sig med en liten del av en större mängd gods av något slag.